# Кистяковский, Богдан Александрович
Богда́н (Фёдор) Алекса́ндрович Кистяко́вский (4 (16) ноября 1868, Киев — 16 апреля 1920, Екатеринодар) — русский правовед, философ

 и социолог неокантианской ориентации.

## Биография
Родился в Киеве в семье профессора Киевского университета, юриста, криминалиста и деятеля украинского национального движения Александра Фёдоровича Кистяковского и Александры Иоанновны Михель. Имя Фёдор получил при крещении.
Среднее образование получал во 2-й Киевской (1878—1886, исключен из 7-го класса) и Черниговской (1886—1887, исключён) гимназиях; аттестат зрелости получил в 1888, сдав экзамен в Ревельской Александровской гимназии. С 1888 по 1892 год последовательно исключался с историко-филологических факультетов Киевского, Харьковского и юридического факультета Дерптского университетов за участие в подпольных украинофильских кружках и студенческих волнениях. Сблизился в это время с марксистскими и социал-демократическими деятелями, получил репутацию «родоначальника марксизма в Киеве». Его арестовывали в австрийской Галиции по подозрению в шпионаже (1889); задерживали в России близ австрийской границы и содержали в киевской тюрьме (1892); он отбывал годовую высылку под полицейский надзор в Либаве.
В 1895 году выехал за границу: обучался в Берлинском университете, Сорбонне, Страсбургском университете — в 1898 году защитил докторскую диссертацию по философии «Общество и индивидуальность», которая была опубликована в следующем году в Берлине на немецком языке и получила высокую оценку немецких учёных. В 1901—1906 годах (с перерывом) работал в Гейдельбергском университете. Часто выезжал за границу для продолжения обучения и в дальнейшем.
Жил в Петербурге, Киеве, Москве. Участвовал в создании «Союза освобождения». В начале XX века отошёл от марксизма. Принимал участие в журнале «Освобождение», сборниках «Проблемы идеализма» (1902, статья о русской социологической школе) и «Вехи» (1909, статья «В защиту права», о правовом сознании российской интеллигенции). С 1904 в Киеве сотрудничал в журнале «Вопросы жизни». Редактировал сочинения М. П. Драгоманова (том I, Москва, 1908). Являлся редактором «Критического обозрения» (1907—1910), «Юридического вестника» (1913—1917), «Юридических записок» (1912—1914).
С 1906 года — преподаватель государственного и административного права в Московском коммерческом институте, одновременно читал лекции на Высших женских курсах. В 1909 году в качестве магистра государственного права был принят приват-доцентом в Московский университет. Поддержал протест профессуры против нарушения университетской автономии, отказался от преподавания в Москве и перешёл в ярославский Демидовский юридический лицей приват-доцентом, позднее профессором по кафедре энциклопедии и истории философии права (1911—1916). С 1917 года профессор Киевского университета. Один из организаторов Украинской Федеративно-Демократической Партии (1917).
В 1919 году был избран действительным членом только что созданной Академии наук Украины и вместе с её первым президентом В. И. Вернадским совершил поездку в Ростов-на-Дону к А. И. Деникину с целью защиты интересов академии, во время которой заболел, перенёс операцию и умер в Екатеринодаре.

## Семья
Жена — Мария Вильямовна Кистяковская (урожд. Беренштам; псевд. Верен М. В.; 1869 — 25.02.1932), литератор, внучка православного философа О. М. Новицкого, сестра адвокатов В. В. Беренштама и М. В. Беренштама. Вместе с Н. К. Крупской преподавала в рабочих школах в Петербурге. Её перу принадлежат несколько книг по педагогике, в том числе: «Рассказы о борьбе человека с природой» (с 1897 по 1927 г. книга выдержала 7 изданий), «Первый опыт свободной трудовой школы „Дом свободного ребёнка“» (М.-Пг., 1923; Изд. 2-е: М., 1924. В соавторстве с Е. Е. Горбуновой-Посадовой). Их сыновья:
- Георгий (Джорж) Богданович Кистяковский (1900—1982) — американский доктор физики и химии, один из руководителей Манхэттенского проекта, советник президента Эйзенхауэра по науке.
- Александр Богданович Кистяковский (1904—1983) — советский и украинский биолог, орнитолог, доктор биологических наук, профессор.

## Вклад в теорию права
Понятие права сводится к основным определениям: государственно-организационному, социологическому, психологическому, нормативному.
- Государственно-организационное или государственно-повелительное понятие права. Право — есть то, что государство приказывает считать правом.

Законы государства — совокупность норм, исполнение которых вынуждается, защищается и гарантируется государством.
- Социологическое понятие права. Право — этот термин не имеет четкого определения («социальная солидарность», «замиренная среда» и подобные определения). Законы государства составляются на основе складывающихся правовых отношений; учитываются и внутригосударственные и международные прецеденты.
- Психологическое понятие права. Право — ощущение законности. Законы государства — закрепленная совокупность тех психических переживаний долга или обязанности, которые обладают императивно-атрибутивным характером.
- Нормативное понятие права. Право — то, что обязан делать. Законы государства — совокупность норм, заключающих в себе идеи о должном, которые определяют внешние отношения людей между собой.
- Юридико-догматическое и юридико-политическое понятие права.

В рамках этих интерпретаций понятие права понимается, как систематизация правовых явлений для решения чисто практических задач догматической юриспруденции.
Право — совокупность правил, указывающих на то, как находить в действующих правовых нормах решения для всех случаев столкновения интересов или столкновения представлений о праве и неправе. С помощью различных приемов юридической догматики нормы действующего права перерабатываются в юридические понятия, категории и приводятся, таким образом, в логичную правовую систему.

## Труды
Заявил о себе рядом работ по методологии социальных наук, общей теории права и государственному праву. Среди них:
- Gesellschaft und Einzelwesen. Eine methodologische Studie (Берлин, 1899; докторская диссертация)
  - Общество и индивид // Социологические исследования. 1996. № 2. С. 103—115. / Пер. Е. М. Довгань.
- Идея равенства с социологической точки зрения // Мир Божий. 1900, № 4
- Категория необходимости и справедливости при исследовании социальных явлений // Жизнь. 1900, № 5-6
- Русская социологическая школа и категория возможности при решении социально-этических проблем. (Проблемы идеализма, 1902)
- В защиту научно-философского идеализма / Б. А. Кистяковский // Вопросы философии и психологии. — М.: Моск. психол. общ-во, 1907. — Кн. 1 (86)
- Реальность объективного права // Логос. 1910. кн. 2
- Право как социальное явление // Вопросы права. 1911, кн. 8. № 4
  - Право как социальное явление Архивная копия от 27 октября 2020 на Wayback Machine // Социологические исследования. 1990. № 3. С. 99-109.
- Страницы прошлого: к истории конституционного движения в России: по поводу книги: В. Я. Богучарский. Из истории политической борьбы в 70-х и 80-х гг. XIX века. Партия «Народной воли», её происхождение, судьбы и гибель, Москва, 1912, IV+483 / Б. Кистяковский. — Москва: Тип. П. П. Рябушинского, 1912. — IV, 131 с.
- Наши задачи // Юридический вестник. 1913, кн. 1
- Сущность государственной власти / Б. А. Кистяковский. — Ярославль: Тип. Губ. правл., 1913. — 41 с.
- Кризис юриспруденции и дилетантизм в философии // Юридический вестник. 1914, кн. 5;
- Социальные науки и право Архивная копия от 4 марта 2016 на Wayback Machine. Очерки по методологии социальных наук и общей теории права / Б. А. Кистяковский. — М.: М. и С. Сабашниковы, 1916. — 704 с.
- Непрерывность правового порядка // Юридический вестник. 1917, кн. 17
- Методология и её значение для социальных наук и юриспруденции // Юридический вестник. 1917, кн. 18
- В защиту права (Интеллигенция и правосознание) / Б. А. Кистяковский // Вехи: Сборник статей о русской интеллигенции. Из глубины: Сборник статей о русской революции. — М.: Правда, 1991. 608 с. — С. 122—149. Архивная копия от 16 июня 2010 на Wayback Machine

В июле 1918 года во время Ярославского мятежа сгорела типография, где находилась рукопись его книги «Право и науки о праве», которую учёный считал главным трудом жизни.